# Berberský koberec
Berberský koberec je 
- tradiční ručně vázaný koberec kočovných kmenů v severní Africe s výraznými uzly a s pestrými vzory odlišnými od jiných  orientálních koberců
- moderní typ koberce se zvláštní konstrukcí  smyček, obvykle s  malými tmavými skvrnami na světlé základní barvě, zpravidla bez vzorování, trvanlivý a poměrně levný, vhodný pro prostory s velmi častým použitím.[1]

## Ručně vyráběný koberec

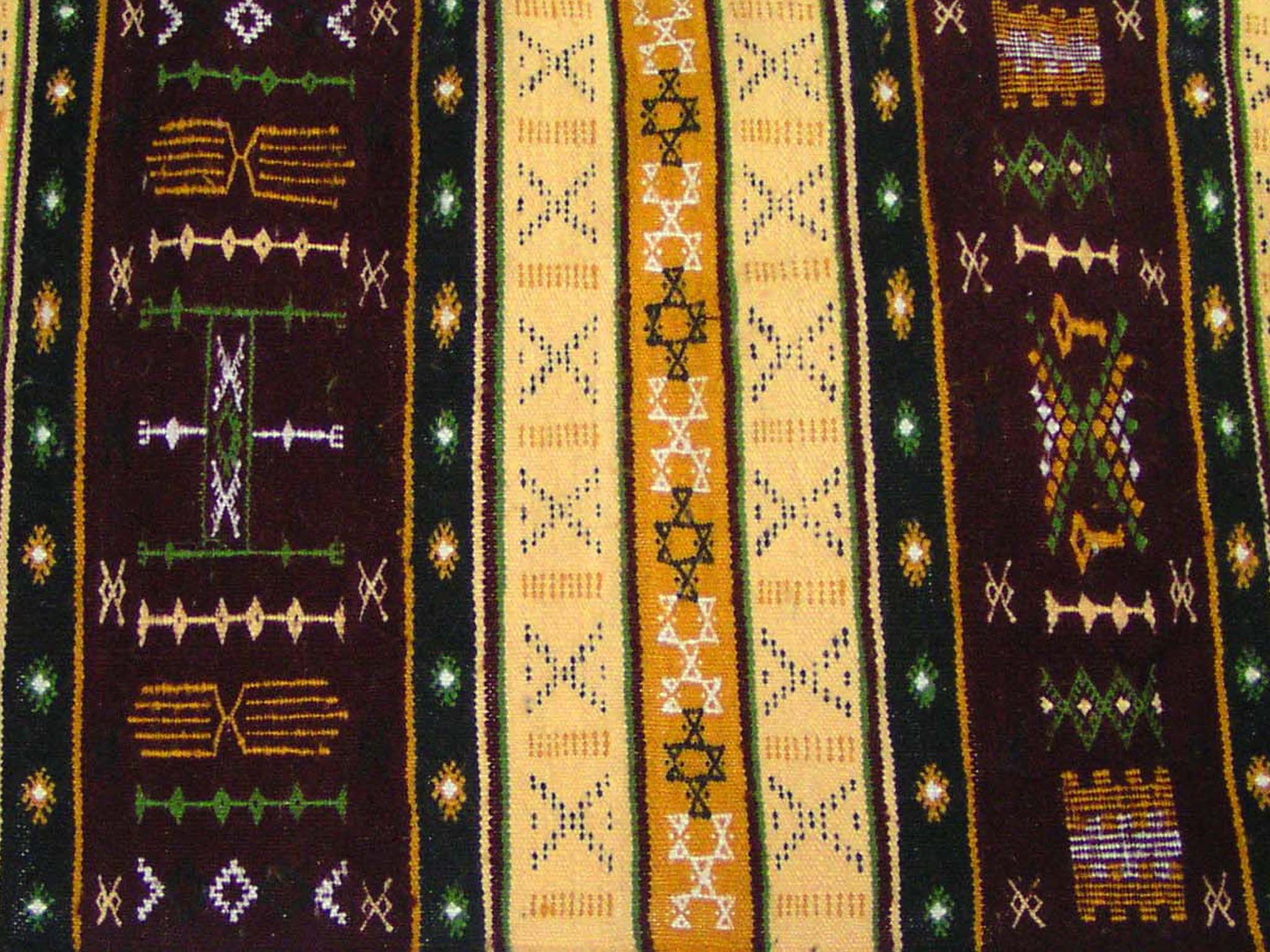
Ručně tkaný berber z Kabylie (rok výroby neznámý)

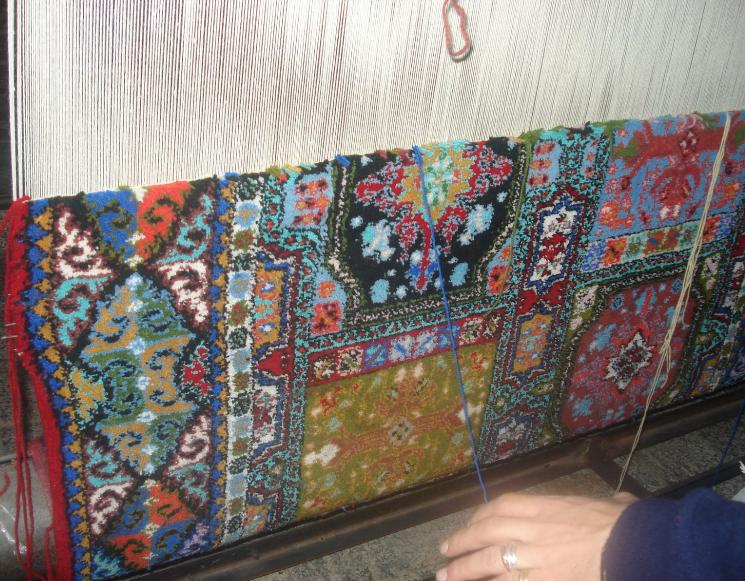
Vázání berberského koberce v Maroku (2009)

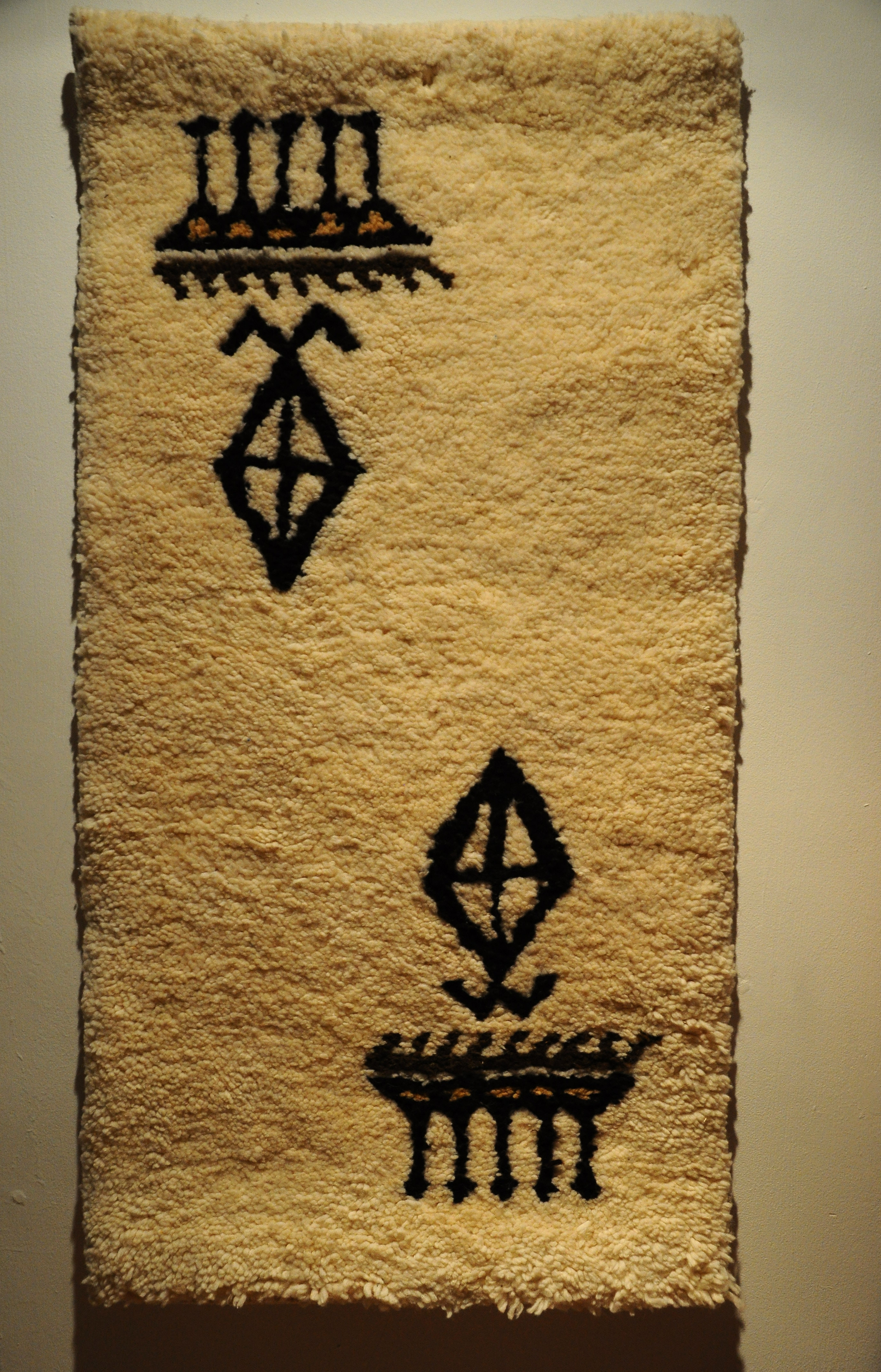
Ručně vázaný berber (Tunisko na začátku 21. století)

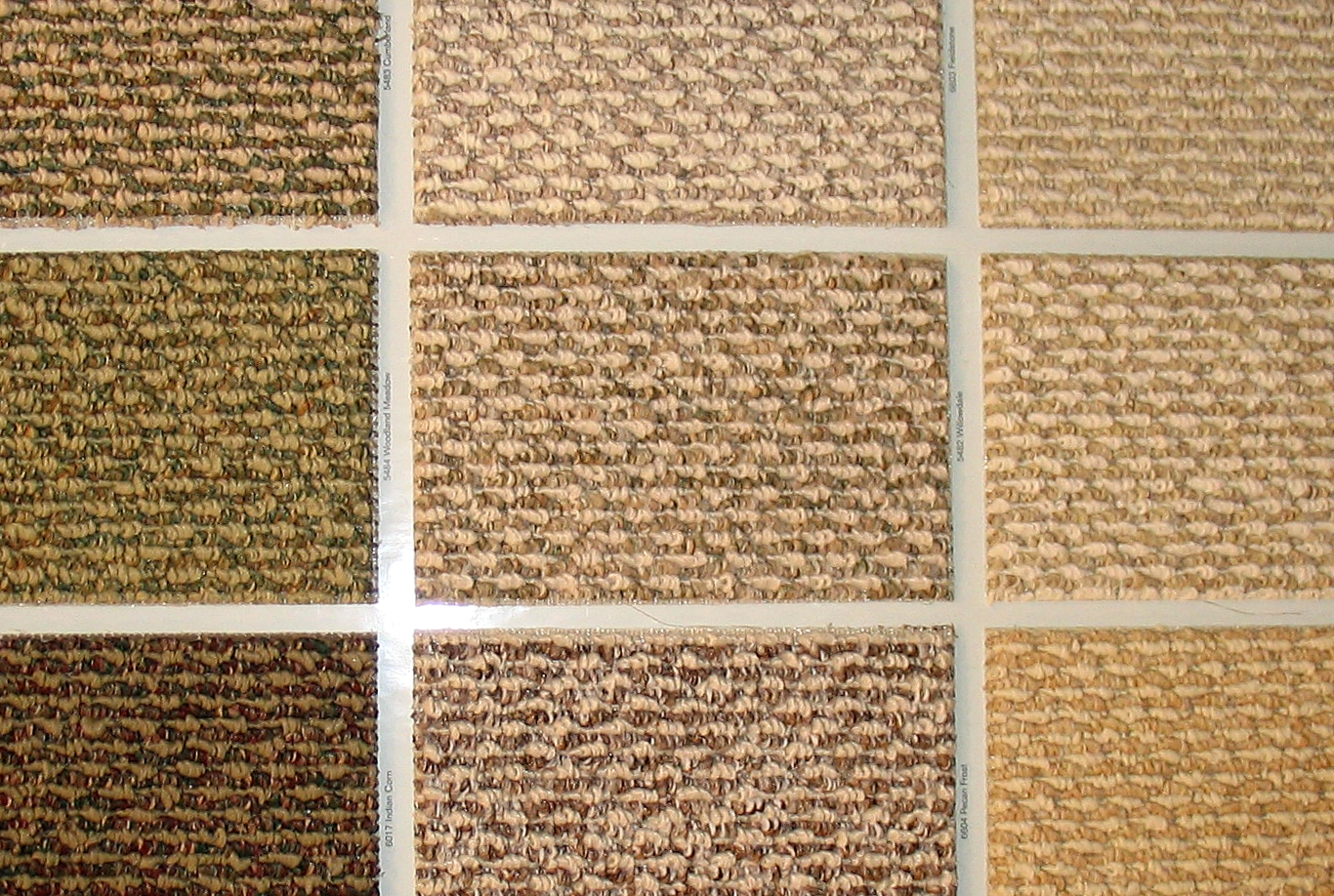
Vzorky všívaných berberských koberců (2005)

Příslušníci kočovných  kmenů v severní Africe (Římany zvaných Berbeři (z latinského barbari))  tkali od pradávna pro vlastní potřebu koberce na přenosném  zádovém stavu z ručně předené příze z vlny od vlastních ovcí. Vzory na kobercích připomínají kresby z dávné minulosti nalezené v jeskyních a je na nich znát vliv orientální a středozemské kultury. Podle některých znalců je základním výrazem vzorování vztah muže a ženy a všeobecná plodnost přírody.
Ve 2. polovině 19. století se berbery začaly vyvážet do Evropy. Jejich vzorování bylo od začátku 20. století ovlivněno moderní evropskou architekturou. (Např. ornamenty na koberci měly jen usnadnit rozdělení v používaných prostorách.) Kočovníci se v té době začali usazovat a koberce vyrábět většinou  ručním vázáním na stabilním rámu, zčásti z cizí vlny a bavlny. Hustota dosahuje maximálně 62 500 uzlů/m², počet vlasů se dá zvýšit až na šestinásobek trojitým kladením vlasových nití.
V 60. letech 20. století se úspěšně prodávaly zejména bílé koberce s jednoduchým vzorováním a robustní bavlněnou podkladovou tkaninou. Koberce v tomto stylu se vyrábějí ve velkých marockých manufakturách i v 21. století. Protože rychle vzrostla poptávka po starých, klasických vzorech, vyrábějí se často také jejich napodobeniny s označením  vintage, Beni-Quarain-styl apod.
Např. v roce 2024 se v evropském obchodě nabízí luxusní výrobek za 3350 €: Bílý, lehce melírovaný berber o velikosti 3×4 m se 195 000 vlasy a celkové váze 6000 g/m².
Na začátku 21. století se berberské koberce podílely na světovém obchodě s ručně vázanými koberci s necelými 3 % (z asi 6,5 milionů m²).

## Všívaný berberský koberec
Berber je smyčkový koberec. Smyčky se vyrábí z tlustých, objemných nití s tzv. berberskou úrovní, tzn. s konstantní nebo proměnlivou výškou z příze z vlny, umělých vláken nebo materiálových směsí.
Všívané koberce s tímto označením se začaly vyrábět průmyslově v 80. letech 20. století v USA a v západní Evropě. Z dostupných pramenů nejsou známé důvody pro jejich označení stejným jménem jako tradiční rukodělné výrobky ze severní Afriky. Také rozsah výroby resp. podíl na celosvětovém výnosu z prodeje všívaných koberců (např. v roce 2022 cca 15 miliard USD) není veřejně známý.
V omezeném rozsahu se v 21. století vyrábějí také ručně všívané koberce.

### Vlastnosti
Výhoda berberských koberců je trvanlivost, odolnost proti opotřebení častým použitím (chozením) a proti znečištění a cenová dostupnost. Nevýhoda je tuhý omak, všední vzhled, omezený výběr barev a vzorů, nesnadné čištění.

#### Cenové relace
V závislosti na materiálovém složení smyček se ceny berberských koberců pohybují od propylenových (např.: výška smyček 3,5 mm, hustota 121 000 /m², váha smyček 380 g/m²) za cca 10 USD/m² až po vlněné za více než 100 USD/m².